# Jodłówka (osada leśna w województwie małopolskim)
Jodłówka – osada leśna w Polsce położona w województwie małopolskim, w powiecie bocheńskim, w gminie Rzezawa.
W latach 1975–1998 miejscowość należała do województwa tarnowskiego.